# Катарина Шведская
Екатерина Шведская (швед. Katarina av Sverige, или швед. Katarina Karlsdotter Vasa; 10 ноября 1584, Нючёпинг — 13 декабря 1638, Вестерос) — шведская принцесса из династии Ваза. В замужестве — герцогиня Пфальц-Цвейбрюккена, супруга своего троюродного брата Иоганна Казимира Пфальц-Цвейбрюкен-Клеебургского.

## Биография

### Ранний период жизни
Екатерина была дочерью шведского короля Карла IX и его первой супруги Анны Марии Пфальцской. Семейные отношения её родителей можно описать как «счастливый Союз её отца — власти и мудрости, и её матери — спокойствие и смирение». Мать умерла в 1589 году, и девочка была отдана на воспитание немецкой фрейлине Евфросинии Хельдине фон Диффенау, о которой Екатерина позднее очень тепло отзывалась. В 1592 году её отец женится на Кристине Гольштейн-Готторпской. По имеющимся данным, принцесса хорошо ладила с мачехой и была близка со своими сводными братьями и сёстрами, особенно со старшим братом, будущим королём Густавом-Адольфом.
Екатерина вышла замуж довольно поздно для принцессы своего времени. Хотя она была наследницей шведского трона, её статус на международном брачном рынке была неопределенным из-за политической ситуации в Швеции — в связи с тем, что её отец отвоевал трон у своего племянника Сигизмунда. Брак её родителей был заключён также как политический союз с антигабсбургской партией в Германии, которая в свою очередь была в союзе с королём Генрихом IV Французским и французскими гугенотами. В связи с этим и в 1599—1600 были планы устроить брак между нею и протестантским французским принцем Генрихом, герцогом де Роган, одним из лидеров французских гугенотов. Однако Генрих женился на другой в 1603 году. При поддержке её мачехи, вдовствующей королевы Кристины, архиепископ Бременский устроил брак между Екатериной и её дальним родственником Иоганном Казимиром Пфальц-Цвейбрюкенским. Хотя он был сравнительно беден, у Иоганна Казимира были связи в Германии, которые считались ценными для Швеции (хотя граф Аксель Оксеншерна и выступал против этого брака). Свадьба состоялась 11 июня 1615 года в Стокгольме. Екатерина была, как по воле обоих родителей, так и согласно «Закону о приданом шведских принцесс», одной из богатейших наследниц в Швеции. Так как экономическая ситуация в то время была напряжённой, Екатерина осталась в Швеции в первые годы после замужества с тем, чтобы защитить свои интересы. В январе 1618 года она уехала в Германию. Там паре был передан замок Клебург в Северном Эльзасе в качестве резиденции. Год спустя Иоганн Казимир начал строить новую резиденцию, дворец в стиле эпохи Возрождения Катариненбург возле Клебурга. В 1620 году Тридцатилетняя война заставила супругов бежать в Страсбург.

### Возвращение в Швецию
В 1622 году её брат, король Густав Адольф, попросил Екатерину вернуться в Швецию вместе со своей семьёй. После смерти своего младшего брата, а также ввиду отсутствия наследников шведского престола это, очевидно, и было причиной, по которой монарх пожелал переселить её в место, безопасное от превратностей Тридцатилетней войны. Екатерина приняла приглашение и прибыла в Швецию с семьёй в июне 1622 года. После её приезда рождение у неё сына Карла немедленно укрепило её позиции. В Швеции Екатерине и её супругу был предоставлен замок и графство Стегеборг — в качестве оплаты части приданого. Екатерина и Иоганн Казимир поселились в Стегеборге, где жили со своим двором с королевской пышностью. Так, при дворе Екатерины находились 60 фрейлин и статс-дам. Екатерина активно занималась управлением этого владения, и в 1626 году был дан особый указ, закрепивший Стегеборг как её личный феод.
Екатерина была в очень хороших отношениях со своим братом-королём Густавом Адольфом, приглашавшим её также для консультаций. Во время своих поездок он часто просил её — совместно с его супругой, королевой Марией Элеонорой — заниматься управлением страной. Екатерина была склонна к определенным интригам, ей приходилось судиться с некоторыми представителями аристократии, пытавшимися очернить её имя в глазах королевской четы, однако ей удалось избежать обвинений. Была в хороших отношениях с династиями Пфальца и Бранденбурга, с которыми она переписывалась. В 1631 г., Екатерине на воспитание передали её племянницу, принцессу Кристину, наследницу престола, когда королеве было разрешено присоединиться к королю в Германии, где он участвовал в Тридцатилетней войне. Кристина оставалась на её попечении до тех пор, пока Мария Элеонора не вернулась в Швецию, после смерти Густава Адольфа в 1632 году. После смерти короля Густава Адольфа у супругов возник конфликт с опекуном правительства королевы Кристины — из-за их имущественного положения и права на Стегеборг. Тогда Иоганн Казимир нарушил решение королевского совета, и в 1633 году супруги ушли из Стегеборга.
Екатерина не проявляла никакого интереса к политике и не принимала участия в государственных делах. В 1636 году, однако, вдовствующая королева Мария Элеонора была признана непригодной в качестве опекуна и была лишена прав опеки молодого монарха. В связи с этим Екатерина была назначена официальным опекуном и приёмной матерью, как и воспитательницей молодой королевы. Назначение было сделано по рекомендации графа Акселя Оксеншерны. Екатерина, как сообщается, приняла это задание с неохотой, так как оно разрушило её отношения с Марией Элеонорой. Годы екатерининского ухода Кристина описывала как счастливые. Герцогиня Екатерина лично пользовалась большим уважением и популярностью в Швеции в качестве члена королевского дома и как приемный родитель монарха, однако это особое положение никак не распространялось на её супруга. Иоганн Казимир в своём поведении был сам осторожен, так как чувствовал разницу в положении своём и своей супруги-регента королевства. Так, во время открытия парламента в 1633 году, по пожеланию королевского совета Екатерина следовала в процессии рядом с королевой Кристиной, её же супругу было предложено на выбор: либо стоять и наблюдать за церемонией из окна или не присутствовать вообще.
Екатерина скончалась в Вестеросе, куда королевский двор бежал от эпидемии чумы в Стокгольме. После её смерти первый министр Швеции, граф А.Оксенштерна сказал, что он предпочел бы похоронить собственную мать два раза, чем в очередной раз видеть «преждевременную смерть этой благородной принцессы».

## Семья
11 июня 1615 г. Екатерина вышла замуж за пфальцграфа Иоганна Казимира Пфальц-Цвейбрюкен-Клеебургского. Пятеро из их детей выжили в младенчестве:
- Кристина Магдалена (1616—1662); замужем за Фридрихом VI, маркграфом Баден-Дурлаха. Король Швеции Адольф Фредерик был её правнуком
- Карл X Густав, король Швеции (1622—1660)
- Мария Ефросинья (1625—1687 г.); замужем за графом Магнусом Габриэлем де ла Гарди
- Элеонора Екатерина (1626—1692 г.); замужем за Фридрихом, ландграфом Гессен-Эшвеге
- Адольф Иоганн I, граф Пфальц-Клеебурга (1629—1689)

Все короли Швеции после её сына, кроме трёх (Фредрика I, Оскара I и Карла XIV Юхана), являются её потомками.
Предок в 5 колене сразу 3 российских императоров: Ивана VI (через Элеонору Екатерину), Петра III (через Карл X Густава) и Екатерины II (через Кристину Магдалену).